# Úsobí
Úsobí (en allemand : Pollerskirchen) est un bourg (městys) du district de Havlíčkův Brod, dans la région de Vysočina, en République tchèque. Sa population s'élevait à 673 habitants en 2020.

## Géographie
Úsobí se trouve à 11 km à l'est-sud-est de Humpolec, à 12 km au sud-ouest de Havlíčkův Brod, à 15 km au nord-nord-ouest de Jihlava et à 99 km au sud-est de Prague.
La commune est limitée par Lípa, Úhořilka et Kochánov au nord, par Štoky à l'est et au sud, et par Zbinohy, Skorkov et Herálec à l'ouest.

## Histoire
La première mention écrite de la localité date de 1307. La commune a le statut de městys depuis le 22 juin 2007.

## Patrimoine

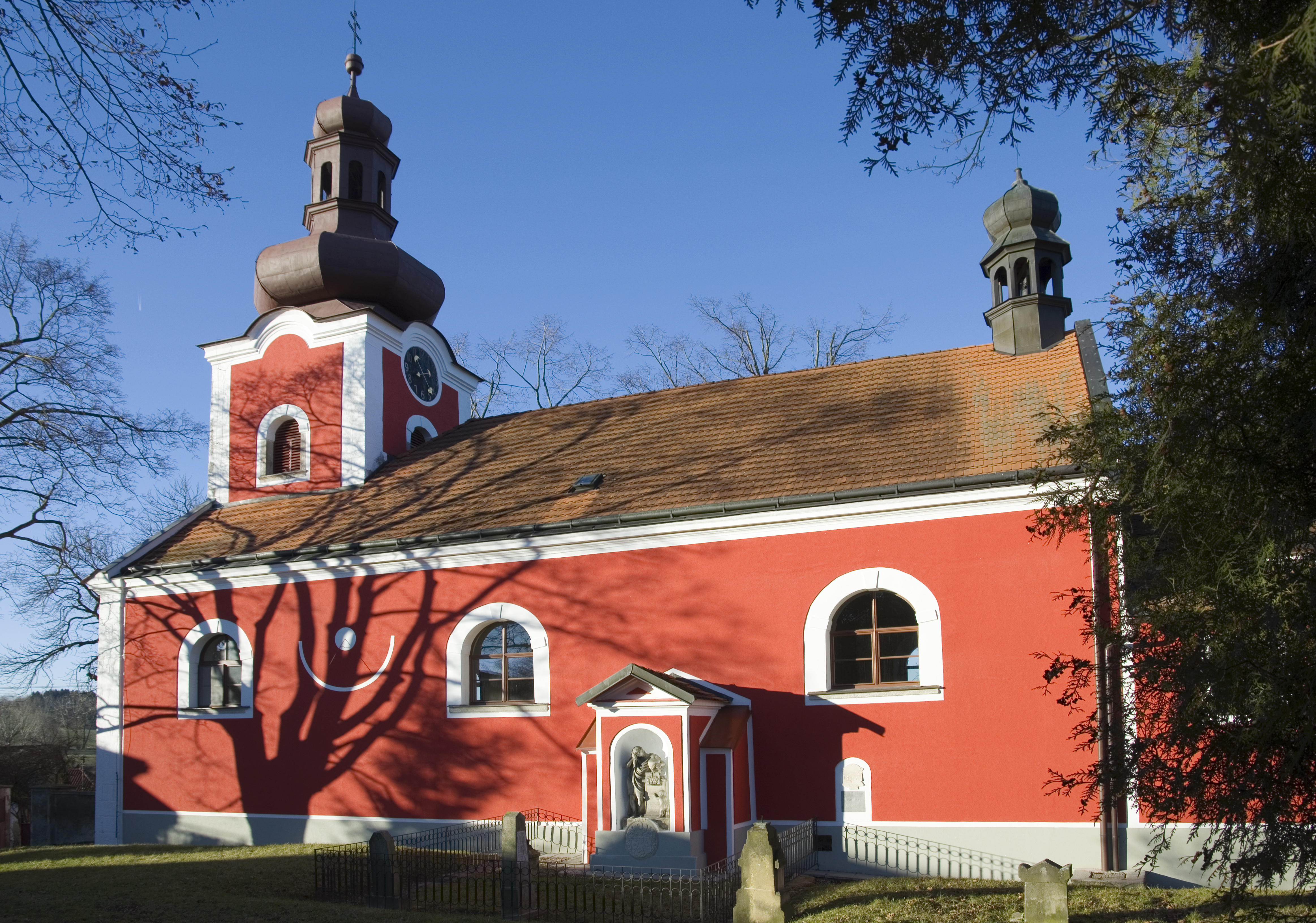
Église Saints-Pierre-et-Paul.
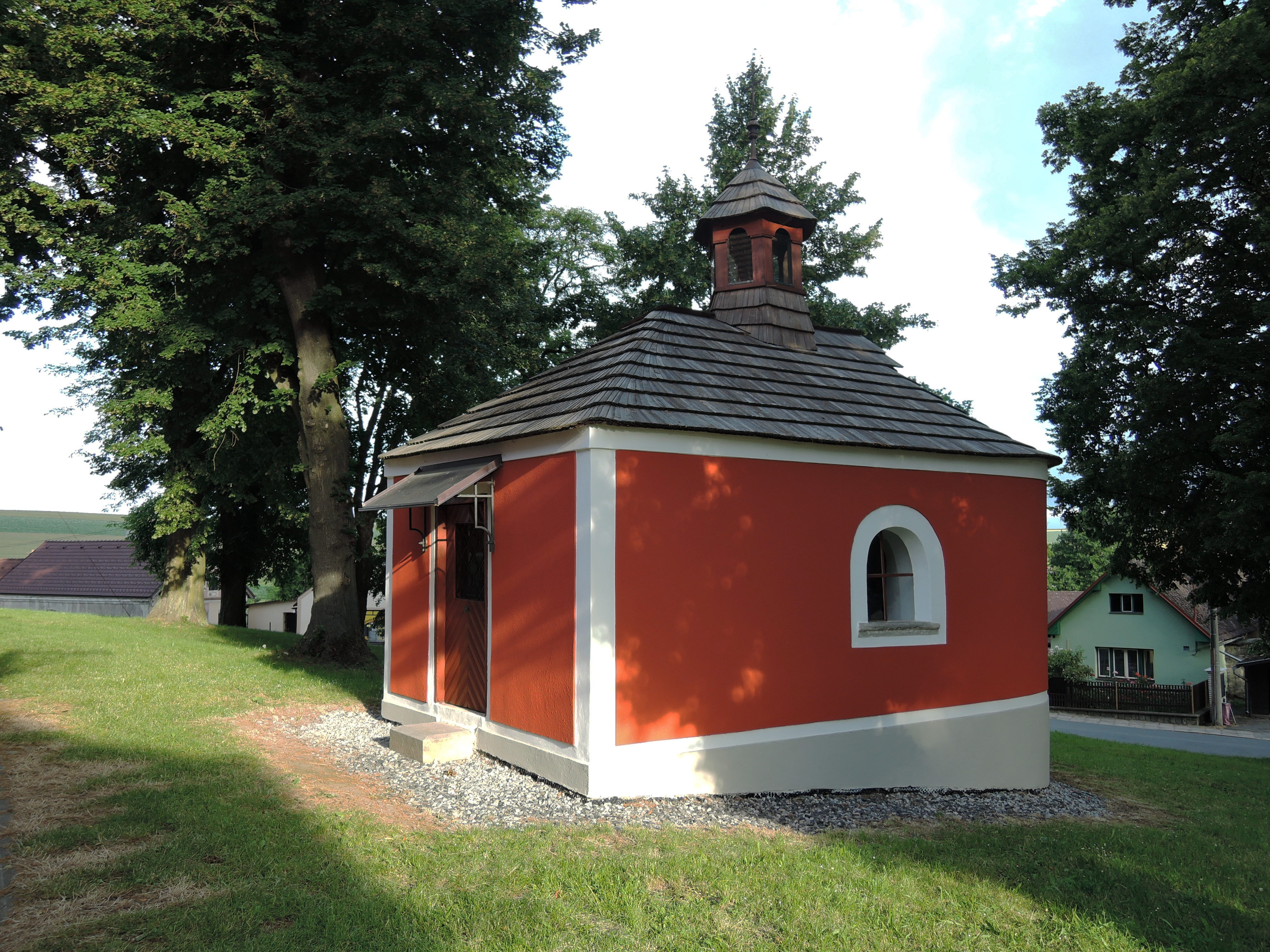
Chapelle à Úsobí.
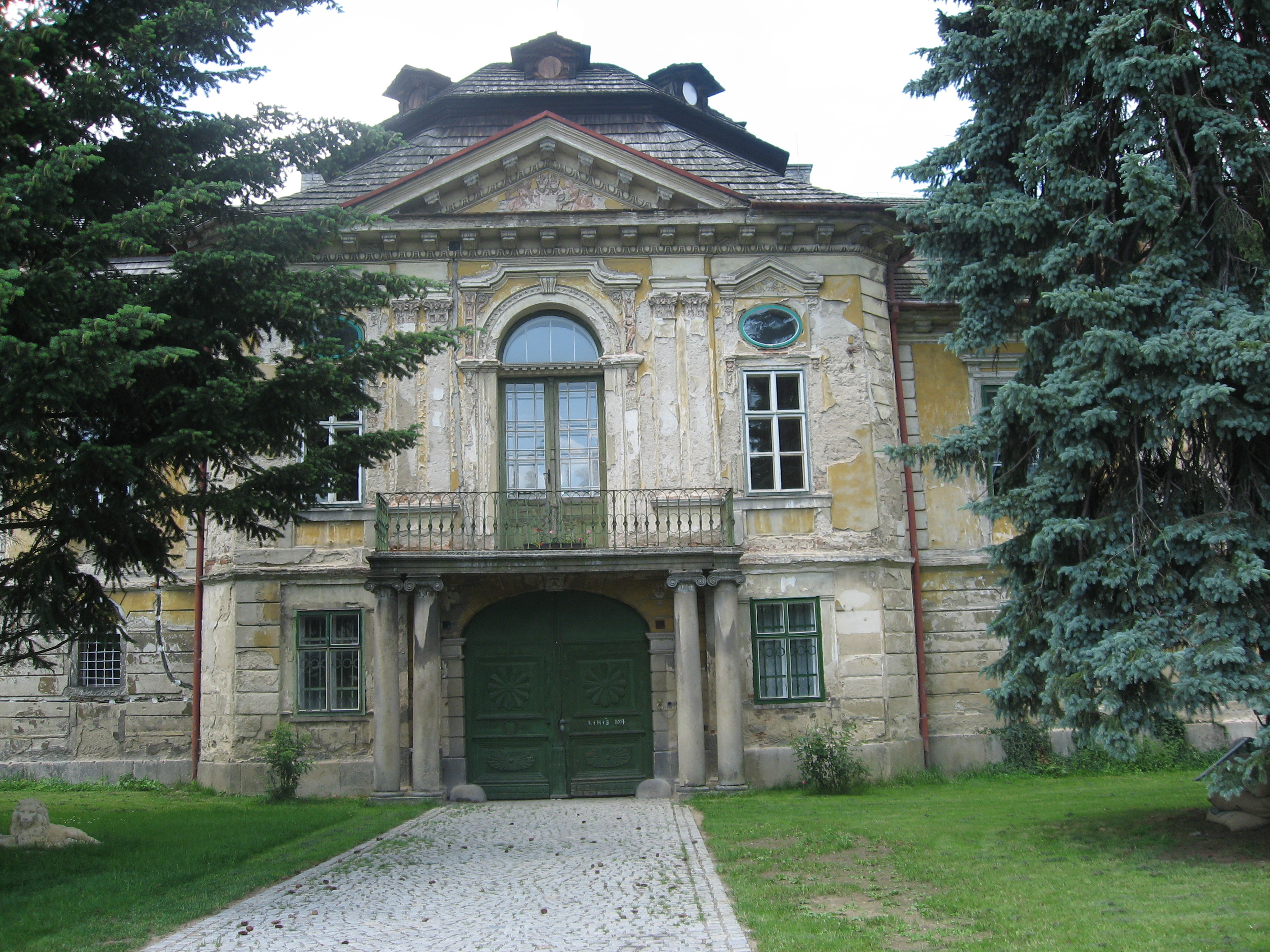
Château d'Úsobí.

## Administration
La commune se compose de trois quartiers :
- Úsobí
- Chyška
- Kosovy